# Ivia
Ivia fue una agrupación musical femenina boliviana, formada en la década de los años 80 en la ciudad de La Paz. Aquella época, el grupo estuvo integrado por 4 chicas estudiantes del colegio "Santa Teresa" en la ciudad de La Paz: Karen Nava, Herty Nava, Corina Miranda y Mónica Ayala. El nombre del grupo deriva de la rima Bolivia, ya que antes no existía una banda musical integrada solo por mujeres, pues se quedaron bajo el nombre de "Ivia" quitando la palabra "Bol". Además este grupo femenino juvenil en su época, tenía un estilo similar a otras bandas juveniles internacionales como Menudo de Puerto Rico o Pato de Goma de España, ya que ambos se pusieron de moda. Si bien los productores del grupo, se inspiraron en el estilo musical del cantautor cubano Pablo Milanés. Se hicieron conocer con temas musicales más conocidos "No me pregunten de el", tema que tuvo éxito no solo en Bolivia sino también en otros países, luego le siguieron "Por ser tu", "Me enamoro de ti", tema musical que fue interpretado en su versión original por Ricchi e Poveri y en los 90 por el dúo español Ríos de Gloria y por último "No me dejes de querer". La banda a finales de los 80 se desintegró, debido a que las integrantes iban a realizar otras actividades personales. En 2005 en un programa de televisión "Que no me pierda" de la cadena Red Uno, conducida por el presentador y periodista Jhon Arandia, se reencontraron 3 de las integrantes, ya que una de ellas reside en España. Ese mismo año han confirmado de grabar nuevamente un disco, que hasta la fecha no se ha concretado el retorno de Ivia a la escena musical.